# 赵得贤
赵得贤（1912年—2002年），又作赵德贤，黑龙江哈尔滨人，生于日治朝鲜平壤，中国朝鲜族舞蹈家。

## 生平
赵得贤出生于平壤，自幼在朝鲜长大。1938年他前往中国（时为满洲国），进入俄国人办的哈尔滨芭蕾舞研究所学习。后考入哈尔滨交响乐团芭蕾舞团，担任舞蹈演员。1947年出任朝鲜义勇军第三支队宣传队舞蹈指导。与其他定居东北的朝鲜人类似，日后取得中国国籍。
中华人民共和国成立后，赵得贤担任过延边朝鲜族自治州歌舞团副团长、全国舞协延边分会主席、延边艺术学校副校长、吉林省舞蹈协会主席等职。此外，他还是第三届全国人大代表，第二、三届全国政协委员，第五、六届全国政协常委。